# Tournoi d'Afrique du Sud de rugby à sept 2015
Navigation
2014 2016
Le Tournoi d'Afrique du Sud de rugby à sept 2015 (Anglais : South Africa rugby sevens 2015) est la deuxième étape la saison 2015-2016 du World Rugby Sevens Series. Elle se déroule les 12 et 13 décembre 2015 au Cape Town Stadium au Cap, en Afrique du Sud. Pour la troisième année consécutive, l'équipe d'Afrique du Sud gagne le tournoi, en battant l'équipe d'Argentine en finale sur le score de 29 à 14.

## Équipes participantes
Seize équipes participent au tournoi (quinze équipes qualifiées d'office plus une invitée) :
- Afrique du Sud
- Angleterre
- Argentine
- Australie
- Canada
- Écosse
- États-Unis
- France
- Fidji
- Pays de Galles
- Kenya
- Nouvelle-Zélande
- Portugal
- Russie
- Samoa
- Zimbabwe (invitée)

## Phase de poules

### Poule A
| Rang | Pays      | J | V | N | D | Pm  | Pe  | Diff | Pts |
| ---- | --------- | - | - | - | - | --- | --- | ---- | --- |
| 1    | Fidji     | 3 | 3 | 0 | 0 | 129 | 19  | +110 | 9   |
| 2    | Argentine | 3 | 2 | 0 | 1 | 52  | 62  | -10  | 7   |
| 3    | Écosse    | 3 | 1 | 0 | 2 | 66  | 63  | +3   | 5   |
| 4    | Russie    | 3 | 0 | 0 | 3 | 15  | 118 | -103 | 3   |

| 12 décembre 2015 10 h 59 UTC+02:00 | Fidji | 34 - 19 | Écosse | Cape Town Stadium, Le Cap |
| 12 décembre 2015 10 h 59 UTC+02:00 |       |         |        | Cape Town Stadium, Le Cap |
| 12 décembre 2015 10 h 59 UTC+02:00 |       |         |        | Cape Town Stadium, Le Cap |

| 12 décembre 2015 11 h 21 UTC+02:00 | Argentine | 33 - 5 | Russie | Cape Town Stadium, Le Cap |
| 12 décembre 2015 11 h 21 UTC+02:00 |           |        |        | Cape Town Stadium, Le Cap |
| 12 décembre 2015 11 h 21 UTC+02:00 |           |        |        | Cape Town Stadium, Le Cap |

| 12 décembre 2015 14 h 20 UTC+02:00 | Fidji | 52 - 0 | Russie | Cape Town Stadium, Le Cap |
| 12 décembre 2015 14 h 20 UTC+02:00 |       |        |        | Cape Town Stadium, Le Cap |
| 12 décembre 2015 14 h 20 UTC+02:00 |       |        |        | Cape Town Stadium, Le Cap |

| 12 décembre 2015 14 h 42 UTC+02:00 | Argentine | 19 - 14 | Écosse | Cape Town Stadium, Le Cap |
| 12 décembre 2015 14 h 42 UTC+02:00 |           |         |        | Cape Town Stadium, Le Cap |
| 12 décembre 2015 14 h 42 UTC+02:00 |           |         |        | Cape Town Stadium, Le Cap |

| 12 décembre 2015 18 h 03 UTC+02:00 | Fidji | 43 - 0 | Argentine | Cape Town Stadium, Le Cap |
| 12 décembre 2015 18 h 03 UTC+02:00 |       |        |           | Cape Town Stadium, Le Cap |
| 12 décembre 2015 18 h 03 UTC+02:00 |       |        |           | Cape Town Stadium, Le Cap |

| 12 décembre 2015 17 h 41 UTC+02:00 | Écosse | 33 - 10 | Russie | Cape Town Stadium, Le Cap |
| 12 décembre 2015 17 h 41 UTC+02:00 |        |         |        | Cape Town Stadium, Le Cap |
| 12 décembre 2015 17 h 41 UTC+02:00 |        |         |        | Cape Town Stadium, Le Cap |

### Poule B
| Rang | Pays           | J | V | N | D | Pm | Pe  | Diff | Pts |
| ---- | -------------- | - | - | - | - | -- | --- | ---- | --- |
| 1    | Kenya          | 3 | 2 | 1 | 0 | 69 | 31  | +38  | 0   |
| 2    | Afrique du Sud | 3 | 2 | 0 | 1 | 48 | 19  | +29  | 0   |
| 3    | Angleterre     | 3 | 1 | 1 | 1 | 62 | 29  | +33  | 0   |
| 4    | Zimbabwe       | 3 | 0 | 0 | 3 | 5  | 105 | -100 | 0   |

| 12 décembre 2015 12 h 27 UTC+02:00 | Angleterre | 19 - 19 | Kenya | Cape Town Stadium, Le Cap |
| 12 décembre 2015 12 h 27 UTC+02:00 |            |         |       | Cape Town Stadium, Le Cap |
| 12 décembre 2015 12 h 27 UTC+02:00 |            |         |       | Cape Town Stadium, Le Cap |

| 12 décembre 2015 12 h 49 UTC+02:00 | Afrique du Sud | 26 - 5 | Zimbabwe | Cape Town Stadium, Le Cap |
| 12 décembre 2015 12 h 49 UTC+02:00 |                |        |          | Cape Town Stadium, Le Cap |
| 12 décembre 2015 12 h 49 UTC+02:00 |                |        |          | Cape Town Stadium, Le Cap |

| 12 décembre 2015 15 h 48 UTC+02:00 | Angleterre | 43 - 0 | Zimbabwe | Cape Town Stadium, Le Cap |
| 12 décembre 2015 15 h 48 UTC+02:00 |            |        |          | Cape Town Stadium, Le Cap |
| 12 décembre 2015 15 h 48 UTC+02:00 |            |        |          | Cape Town Stadium, Le Cap |

| 12 décembre 2015 16 h 10 UTC+02:00 | Afrique du Sud | 12 - 14 | Kenya | Cape Town Stadium, Le Cap |
| 12 décembre 2015 16 h 10 UTC+02:00 |                |         |       | Cape Town Stadium, Le Cap |
| 12 décembre 2015 16 h 10 UTC+02:00 |                |         |       | Cape Town Stadium, Le Cap |

| 12 décembre 2015 19 h 56 UTC+02:00 | Angleterre | 0 - 10 | Afrique du Sud | Cape Town Stadium, Le Cap |
| 12 décembre 2015 19 h 56 UTC+02:00 |            |        |                | Cape Town Stadium, Le Cap |
| 12 décembre 2015 19 h 56 UTC+02:00 |            |        |                | Cape Town Stadium, Le Cap |

| 12 décembre 2015 19 h 34 UTC+02:00 | Kenya | 36 - 0 | Zimbabwe | Cape Town Stadium, Le Cap |
| 12 décembre 2015 19 h 34 UTC+02:00 |       |        |          | Cape Town Stadium, Le Cap |
| 12 décembre 2015 19 h 34 UTC+02:00 |       |        |          | Cape Town Stadium, Le Cap |

### Poule C
| Rang | Pays           | J | V | N | D | Pm | Pe  | Diff | Pts |
| ---- | -------------- | - | - | - | - | -- | --- | ---- | --- |
| 1    | Australie      | 3 | 3 | 0 | 0 | 92 | 35  | +57  | 9   |
| 2    | États-Unis     | 3 | 2 | 0 | 1 | 99 | 52  | +47  | 7   |
| 3    | Pays de Galles | 3 | 1 | 0 | 2 | 73 | 52  | +21  | 5   |
| 4    | Portugal       | 3 | 0 | 0 | 3 | 12 | 137 | -125 | 3   |

| 12 décembre 2015 10 h 15 UTC+02:00 | États-Unis | 26 - 19 | Pays de Galles | Cape Town Stadium, Le Cap |
| 12 décembre 2015 10 h 15 UTC+02:00 |            |         |                | Cape Town Stadium, Le Cap |
| 12 décembre 2015 10 h 15 UTC+02:00 |            |         |                | Cape Town Stadium, Le Cap |

| 12 décembre 2015 10 h 37 UTC+02:00 | Australie | 45 - 0 | Portugal | Cape Town Stadium, Le Cap |
| 12 décembre 2015 10 h 37 UTC+02:00 |           |        |          | Cape Town Stadium, Le Cap |
| 12 décembre 2015 10 h 37 UTC+02:00 |           |        |          | Cape Town Stadium, Le Cap |

| 12 décembre 2015 13 h 36 UTC+02:00 | États-Unis | 52 - 7 | Portugal | Cape Town Stadium, Le Cap |
| 12 décembre 2015 13 h 36 UTC+02:00 |            |        |          | Cape Town Stadium, Le Cap |
| 12 décembre 2015 13 h 36 UTC+02:00 |            |        |          | Cape Town Stadium, Le Cap |

| 12 décembre 2015 13 h 58 UTC+02:00 | Australie | 21 - 14 | Pays de Galles | Cape Town Stadium, Le Cap |
| 12 décembre 2015 13 h 58 UTC+02:00 |           |         |                | Cape Town Stadium, Le Cap |
| 12 décembre 2015 13 h 58 UTC+02:00 |           |         |                | Cape Town Stadium, Le Cap |

| 12 décembre 2015 17 h 19 UTC+02:00 | États-Unis | 21 - 26 | Australie | Cape Town Stadium, Le Cap |
| 12 décembre 2015 17 h 19 UTC+02:00 |            |         |           | Cape Town Stadium, Le Cap |
| 12 décembre 2015 17 h 19 UTC+02:00 |            |         |           | Cape Town Stadium, Le Cap |

| 12 décembre 2015 16 h 57 UTC+02:00 | Pays de Galles | 40 - 7 | Portugal | Cape Town Stadium, Le Cap |
| 12 décembre 2015 16 h 57 UTC+02:00 |                |        |          | Cape Town Stadium, Le Cap |
| 12 décembre 2015 16 h 57 UTC+02:00 |                |        |          | Cape Town Stadium, Le Cap |

### Poule D
| Rang | Pays             | J | V | N | D | Pm | Pe | Diff | Pts |
| ---- | ---------------- | - | - | - | - | -- | -- | ---- | --- |
| 1    | Nouvelle-Zélande | 3 | 2 | 0 | 1 | 50 | 48 | +2   | 7   |
| 1    | France           | 3 | 1 | 1 | 1 | 62 | 64 | -2   | 6   |
| 1    | Canada           | 3 | 1 | 1 | 1 | 60 | 62 | -2   | 6   |
| 1    | Samoa            | 3 | 1 | 0 | 2 | 53 | 52 | +1   | 5   |

| 12 décembre 2015 11 h 43 UTC+02:00 | Nouvelle-Zélande | 19 - 14 | France | Cape Town Stadium, Le Cap |
| 12 décembre 2015 11 h 43 UTC+02:00 |                  |         |        | Cape Town Stadium, Le Cap |
| 12 décembre 2015 11 h 43 UTC+02:00 |                  |         |        | Cape Town Stadium, Le Cap |

| 12 décembre 2015 12 h 05 UTC+02:00 | Samoa | 24 - 10 | Canada | Cape Town Stadium, Le Cap |
| 12 décembre 2015 12 h 05 UTC+02:00 |       |         |        | Cape Town Stadium, Le Cap |
| 12 décembre 2015 12 h 05 UTC+02:00 |       |         |        | Cape Town Stadium, Le Cap |

| 12 décembre 2015 15 h 04 UTC+02:00 | Nouvelle-Zélande | 12 - 24 | Canada | Cape Town Stadium, Le Cap |
| 12 décembre 2015 15 h 04 UTC+02:00 |                  |         |        | Cape Town Stadium, Le Cap |
| 12 décembre 2015 15 h 04 UTC+02:00 |                  |         |        | Cape Town Stadium, Le Cap |

| 12 décembre 2015 15 h 26 UTC+02:00 | Samoa | 19 - 22 | France | Cape Town Stadium, Le Cap |
| 12 décembre 2015 15 h 26 UTC+02:00 |       |         |        | Cape Town Stadium, Le Cap |
| 12 décembre 2015 15 h 26 UTC+02:00 |       |         |        | Cape Town Stadium, Le Cap |

| 12 décembre 2015 19 h 12 UTC+02:00 | Nouvelle-Zélande | 19 - 10 | Samoa | Cape Town Stadium, Le Cap |
| 12 décembre 2015 19 h 12 UTC+02:00 |                  |         |       | Cape Town Stadium, Le Cap |
| 12 décembre 2015 19 h 12 UTC+02:00 |                  |         |       | Cape Town Stadium, Le Cap |

| 12 décembre 2015 18 h 50 UTC+02:00 | France | 26 - 26 | Canada | Cape Town Stadium, Le Cap |
| 12 décembre 2015 18 h 50 UTC+02:00 |        |         |        | Cape Town Stadium, Le Cap |
| 12 décembre 2015 18 h 50 UTC+02:00 |        |         |        | Cape Town Stadium, Le Cap |

## Phase finale
Résultats de la phase finale.

### Tournois principaux

#### Cup
|  | Quarts de finale                     | Quarts de finale                     |                                      |                                      | Demi-finales                         | Demi-finales                         |    |  | Finale                               | Finale                               |
|  | Quarts de finale                     | Quarts de finale                     |                                      |                                      | Demi-finales                         | Demi-finales                         |    |  | Finale                               | Finale                               |
|  |                                      |                                      |                                      |                                      |                                      |                                      |    |  |                                      |                                      |
|  | 13 décembre 2015 - 12 h 04 UTC+02:00 | 13 décembre 2015 - 12 h 04 UTC+02:00 |                                      |                                      | 13 décembre 2015 - 16 h 34 UTC+02:00 | 13 décembre 2015 - 16 h 34 UTC+02:00 |    |  | 13 décembre 2015 - 19 h 30 UTC+02:00 | 13 décembre 2015 - 19 h 30 UTC+02:00 |
|  | 13 décembre 2015 - 12 h 04 UTC+02:00 | 13 décembre 2015 - 12 h 04 UTC+02:00 |                                      |                                      | 13 décembre 2015 - 16 h 34 UTC+02:00 | 13 décembre 2015 - 16 h 34 UTC+02:00 |    |  | 13 décembre 2015 - 19 h 30 UTC+02:00 | 13 décembre 2015 - 19 h 30 UTC+02:00 |
|  | Fidji                                | 14                                   |                                      |                                      | 13 décembre 2015 - 16 h 34 UTC+02:00 | 13 décembre 2015 - 16 h 34 UTC+02:00 |    |  | 13 décembre 2015 - 19 h 30 UTC+02:00 | 13 décembre 2015 - 19 h 30 UTC+02:00 |
|  | Fidji                                | 14                                   |                                      |                                      | 13 décembre 2015 - 16 h 34 UTC+02:00 | 13 décembre 2015 - 16 h 34 UTC+02:00 |    |  | 13 décembre 2015 - 19 h 30 UTC+02:00 | 13 décembre 2015 - 19 h 30 UTC+02:00 |
|  | France                               | 17                                   |                                      |                                      | 13 décembre 2015 - 16 h 34 UTC+02:00 | 13 décembre 2015 - 16 h 34 UTC+02:00 |    |  | 13 décembre 2015 - 19 h 30 UTC+02:00 | 13 décembre 2015 - 19 h 30 UTC+02:00 |
|  | France                               | 17                                   | France                               | 12                                   |                                      |                                      |    |  | 13 décembre 2015 - 19 h 30 UTC+02:00 | 13 décembre 2015 - 19 h 30 UTC+02:00 |
|  | 13 décembre 2015 - 12 h 26 UTC+02:00 |                                      | France                               | 12                                   |                                      |                                      |    |  | 13 décembre 2015 - 19 h 30 UTC+02:00 | 13 décembre 2015 - 19 h 30 UTC+02:00 |
|  |                                      | Afrique du Sud                       | 21                                   |                                      |                                      |                                      |    |  | 13 décembre 2015 - 19 h 30 UTC+02:00 | 13 décembre 2015 - 19 h 30 UTC+02:00 |
|  | Australie                            | Afrique du Sud                       | 21                                   | 5                                    |                                      |                                      |    |  | 13 décembre 2015 - 19 h 30 UTC+02:00 | 13 décembre 2015 - 19 h 30 UTC+02:00 |
|  | Australie                            |                                      |                                      | 5                                    |                                      |                                      |    |  | 13 décembre 2015 - 19 h 30 UTC+02:00 | 13 décembre 2015 - 19 h 30 UTC+02:00 |
|  | Afrique du Sud                       | 25                                   |                                      |                                      |                                      |                                      |    |  | 13 décembre 2015 - 19 h 30 UTC+02:00 | 13 décembre 2015 - 19 h 30 UTC+02:00 |
|  | Afrique du Sud                       | 25                                   | Afrique du Sud                       | 29                                   |                                      |                                      |    |  |                                      |                                      |
|  | 13 décembre 2015 - 12 h 48 UTC+02:00 |                                      | Afrique du Sud                       | 29                                   |                                      |                                      |    |  |                                      |                                      |
|  |                                      | Argentine                            | 14                                   |                                      |                                      |                                      |    |  |                                      |                                      |
|  | Nouvelle-Zélande                     | Argentine                            | 14                                   | 19                                   |                                      |                                      |    |  |                                      |                                      |
|  | Nouvelle-Zélande                     | 13 décembre 2015 - 16 h 56 UTC+02:00 |                                      | 19                                   |                                      |                                      |    |  |                                      |                                      |
|  | Argentine                            | 22                                   |                                      |                                      |                                      |                                      |    |  |                                      |                                      |
|  | Argentine                            | 22                                   | Argentine                            | 24                                   |                                      |                                      |    |  |                                      |                                      |
|  | 13 décembre 2015 - 13 h 10 UTC+02:00 | 13 décembre 2015 - 13 h 10 UTC+02:00 | Argentine                            | 24                                   | Match pour la 3e place               | Match pour la 3e place               |    |  |                                      |                                      |
|  | 13 décembre 2015 - 13 h 10 UTC+02:00 | 13 décembre 2015 - 13 h 10 UTC+02:00 |                                      | Kenya                                | Match pour la 3e place               | Match pour la 3e place               | 22 |  |                                      |                                      |
|  | Kenya                                | 26                                   | 13 décembre 2015 - 18 h 58 UTC+02:00 | 13 décembre 2015 - 18 h 58 UTC+02:00 |                                      |                                      | 22 |  |                                      |                                      |
|  | Kenya                                | 26                                   | 13 décembre 2015 - 18 h 58 UTC+02:00 | 13 décembre 2015 - 18 h 58 UTC+02:00 |                                      |                                      |    |  |                                      |                                      |
|  | États-Unis                           | 10                                   |                                      | France                               | 28                                   |                                      |    |  |                                      |                                      |
|  | États-Unis                           | 10                                   |                                      | France                               | 28                                   |                                      |    |  |                                      |                                      |
|  |                                      |                                      |                                      |                                      |                                      |                                      |    |  | Kenya                                | 26                                   |
|  |                                      |                                      |                                      |                                      |                                      |                                      |    |  | Kenya                                | 26                                   |

#### Bowl
|  | Quarts de finale                     | Quarts de finale                     |        |    | Demi-finales                         | Demi-finales                         |  |  | Finale                               | Finale                               |
|  | Quarts de finale                     | Quarts de finale                     |        |    | Demi-finales                         | Demi-finales                         |  |  | Finale                               | Finale                               |
|  |                                      |                                      |        |    |                                      |                                      |  |  |                                      |                                      |
|  | 13 décembre 2015 - 10 h 36 UTC+02:00 | 13 décembre 2015 - 10 h 36 UTC+02:00 |        |    | 13 décembre 2015 - 14 h 41 UTC+02:00 | 13 décembre 2015 - 14 h 41 UTC+02:00 |  |  | 13 décembre 2015 - 18 h 08 UTC+02:00 | 13 décembre 2015 - 18 h 08 UTC+02:00 |
|  | 13 décembre 2015 - 10 h 36 UTC+02:00 | 13 décembre 2015 - 10 h 36 UTC+02:00 |        |    | 13 décembre 2015 - 14 h 41 UTC+02:00 | 13 décembre 2015 - 14 h 41 UTC+02:00 |  |  | 13 décembre 2015 - 18 h 08 UTC+02:00 | 13 décembre 2015 - 18 h 08 UTC+02:00 |
|  | Écosse                               | 26                                   |        |    | 13 décembre 2015 - 14 h 41 UTC+02:00 | 13 décembre 2015 - 14 h 41 UTC+02:00 |  |  | 13 décembre 2015 - 18 h 08 UTC+02:00 | 13 décembre 2015 - 18 h 08 UTC+02:00 |
|  | Écosse                               | 26                                   |        |    | 13 décembre 2015 - 14 h 41 UTC+02:00 | 13 décembre 2015 - 14 h 41 UTC+02:00 |  |  | 13 décembre 2015 - 18 h 08 UTC+02:00 | 13 décembre 2015 - 18 h 08 UTC+02:00 |
|  | Samoa                                | 14                                   |        |    | 13 décembre 2015 - 14 h 41 UTC+02:00 | 13 décembre 2015 - 14 h 41 UTC+02:00 |  |  | 13 décembre 2015 - 18 h 08 UTC+02:00 | 13 décembre 2015 - 18 h 08 UTC+02:00 |
|  | Samoa                                | 14                                   | Écosse | 29 |                                      |                                      |  |  | 13 décembre 2015 - 18 h 08 UTC+02:00 | 13 décembre 2015 - 18 h 08 UTC+02:00 |
|  | 13 décembre 2015 - 10 h 58 UTC+02:00 |                                      | Écosse | 29 |                                      |                                      |  |  | 13 décembre 2015 - 18 h 08 UTC+02:00 | 13 décembre 2015 - 18 h 08 UTC+02:00 |
|  |                                      | Pays de Galles                       | 14     |    |                                      |                                      |  |  | 13 décembre 2015 - 18 h 08 UTC+02:00 | 13 décembre 2015 - 18 h 08 UTC+02:00 |
|  | Pays de Galles                       | Pays de Galles                       | 14     | 21 |                                      |                                      |  |  | 13 décembre 2015 - 18 h 08 UTC+02:00 | 13 décembre 2015 - 18 h 08 UTC+02:00 |
|  | Pays de Galles                       |                                      |        | 21 |                                      |                                      |  |  | 13 décembre 2015 - 18 h 08 UTC+02:00 | 13 décembre 2015 - 18 h 08 UTC+02:00 |
|  | Zimbabwe                             | 12                                   |        |    |                                      |                                      |  |  | 13 décembre 2015 - 18 h 08 UTC+02:00 | 13 décembre 2015 - 18 h 08 UTC+02:00 |
|  | Zimbabwe                             | 12                                   | Écosse | 19 |                                      |                                      |  |  |                                      |                                      |
|  | 13 décembre 2015 - 11 h 20 UTC+02:00 |                                      | Écosse | 19 |                                      |                                      |  |  |                                      |                                      |
|  |                                      | Angleterre                           | 0      |    |                                      |                                      |  |  |                                      |                                      |
|  | Canada                               | Angleterre                           | 0      | 55 |                                      |                                      |  |  |                                      |                                      |
|  | Canada                               | 13 décembre 2015 - 15 h 03 UTC+02:00 |        | 55 |                                      |                                      |  |  |                                      |                                      |
|  | Russie                               | 0                                    |        |    |                                      |                                      |  |  |                                      |                                      |
|  | Russie                               | 0                                    | Canada | 14 |                                      |                                      |  |  |                                      |                                      |
|  | 13 décembre 2015 - 11 h 42 UTC+02:00 |                                      | Canada | 14 |                                      |                                      |  |  |                                      |                                      |
|  |                                      | Angleterre                           | 21     |    |                                      |                                      |  |  |                                      |                                      |
|  | Angleterre                           | Angleterre                           | 21     | 49 |                                      |                                      |  |  |                                      |                                      |
|  | Angleterre                           |                                      |        | 49 |                                      |                                      |  |  |                                      |                                      |
|  | Portugal                             | 7                                    |        |    |                                      |                                      |  |  |                                      |                                      |
|  | Portugal                             | 7                                    |        |    |                                      |                                      |  |  |                                      |                                      |

### Matchs de classement

#### Plate
|  | Demi-finales                         | Demi-finales                         |       |    | Finale                               | Finale                               |
|  | Demi-finales                         | Demi-finales                         |       |    | Finale                               | Finale                               |
|  |                                      |                                      |       |    |                                      |                                      |
|  | 13 décembre 2015 - 13 h 57 UTC+02:00 | 13 décembre 2015 - 13 h 57 UTC+02:00 |       |    | 13 décembre 2015 - 17 h 43 UTC+02:00 | 13 décembre 2015 - 17 h 43 UTC+02:00 |
|  | 13 décembre 2015 - 13 h 57 UTC+02:00 | 13 décembre 2015 - 13 h 57 UTC+02:00 |       |    | 13 décembre 2015 - 17 h 43 UTC+02:00 | 13 décembre 2015 - 17 h 43 UTC+02:00 |
|  | Fidji                                | 38                                   |       |    | 13 décembre 2015 - 17 h 43 UTC+02:00 | 13 décembre 2015 - 17 h 43 UTC+02:00 |
|  | Fidji                                | 38                                   |       |    | 13 décembre 2015 - 17 h 43 UTC+02:00 | 13 décembre 2015 - 17 h 43 UTC+02:00 |
|  | Australie                            | 19                                   |       |    | 13 décembre 2015 - 17 h 43 UTC+02:00 | 13 décembre 2015 - 17 h 43 UTC+02:00 |
|  | Australie                            | 19                                   | Fidji | 29 |                                      |                                      |
|  | 13 décembre 2015 - 14 h 19 UTC+02:00 |                                      | Fidji | 29 |                                      |                                      |
|  |                                      | États-Unis                           | 19    |    |                                      |                                      |
|  | Nouvelle-Zélande                     | États-Unis                           | 19    | 14 |                                      |                                      |
|  | Nouvelle-Zélande                     |                                      |       | 14 |                                      |                                      |
|  | États-Unis                           | 28                                   |       |    |                                      |                                      |
|  | États-Unis                           | 28                                   |       |    |                                      |                                      |

#### Shield
|  | Demi-finales                         | Demi-finales                         |       |    | Finale                               | Finale                               |
|  | Demi-finales                         | Demi-finales                         |       |    | Finale                               | Finale                               |
|  |                                      |                                      |       |    |                                      |                                      |
|  | 13 décembre 2015 - 15 h 50 UTC+02:00 | 13 décembre 2015 - 15 h 50 UTC+02:00 |       |    | 13 décembre 2015 - 18 h 33 UTC+02:00 | 13 décembre 2015 - 18 h 33 UTC+02:00 |
|  | 13 décembre 2015 - 15 h 50 UTC+02:00 | 13 décembre 2015 - 15 h 50 UTC+02:00 |       |    | 13 décembre 2015 - 18 h 33 UTC+02:00 | 13 décembre 2015 - 18 h 33 UTC+02:00 |
|  | Samoa                                | 33                                   |       |    | 13 décembre 2015 - 18 h 33 UTC+02:00 | 13 décembre 2015 - 18 h 33 UTC+02:00 |
|  | Samoa                                | 33                                   |       |    | 13 décembre 2015 - 18 h 33 UTC+02:00 | 13 décembre 2015 - 18 h 33 UTC+02:00 |
|  | Zimbabwe                             | 0                                    |       |    | 13 décembre 2015 - 18 h 33 UTC+02:00 | 13 décembre 2015 - 18 h 33 UTC+02:00 |
|  | Zimbabwe                             | 0                                    | Samoa | 40 |                                      |                                      |
|  | 13 décembre 2015 - 16 h 12 UTC+02:00 |                                      | Samoa | 40 |                                      |                                      |
|  |                                      | Russie                               | 5     |    |                                      |                                      |
|  | Russie                               | Russie                               | 5     | 38 |                                      |                                      |
|  | Russie                               |                                      |       | 38 |                                      |                                      |
|  | Portugal                             | 5                                    |       |    |                                      |                                      |
|  | Portugal                             | 5                                    |       |    |                                      |                                      |

## Bilan
Statistiques sportives
- Meilleur marqueur du tournoi :
- Meilleur réalisateur du tournoi : Samoa Toloa ( Samoa) et Savenaca Rawaca ( Fidji) avec 6 essais[4].

Affluences
110 000 entrées pour l'ensemble des deux jours sont vendus avant même la tenue de l'évènement.